# Association d'athlétisme amateur de Gibraltar
La Association d'athlétisme amateur de Gibraltar  (en anglais Gibraltar Amateur Athletic Association, abrégée en GAAA) est la fédération d'athlétisme de Gibraltar, membre de l'Association européenne d'athlétisme et de l'IAAF.
En 2022, la fédération compte quatre clubs affiliés : Atlas Europa Track Club, Calpeans Athletics Club, Carpe Diem Running Club, Lourdians Athletics Club.
Les objets et buts de l'Association sont les suivants :
1. Promouvoir l'athlétisme en général.
2. Encourager l'entraînement et l'entraînement d'athlétisme auprès des écoliers.
3. Collecter des fonds pour payer les dépenses qui pourraient être encourues à toute fin ou objet pouvant être considéré comme bénéficiant directement ou indirectement à l'association ou aux intérêts sportifs de ses membres.
4. Exécuter toute décision pouvant être adoptée lors d'une assemblée générale.
5. Assurer la liaison avec le gouvernement de l'époque pour s'assurer que l'athlétisme dispose d'installations adéquates pour sa pratique et son administration.
6. Élaborer, fournir et appliquer des règles et règlements pour la bonne administration des compétitions d'athlétisme amateur.
7. Encourager un esprit d'équipe parmi tous les athlètes comme moyen de promouvoir le développement harmonieux et progressif du sport en général.
8. Gérer la conduite du sport de l'athlétisme à Gibraltar conformément aux règles et règlements de World Athletics (« WA »).